# Chionoecetes bairdi
Chionoecetes bairdi är en kräftdjursart som beskrevs av M. J. Rathbun 1924. Chionoecetes bairdi ingår i släktet Chionoecetes och familjen Oregoniidae. Inga underarter finns listade i Catalogue of Life.

## Bildgalleri

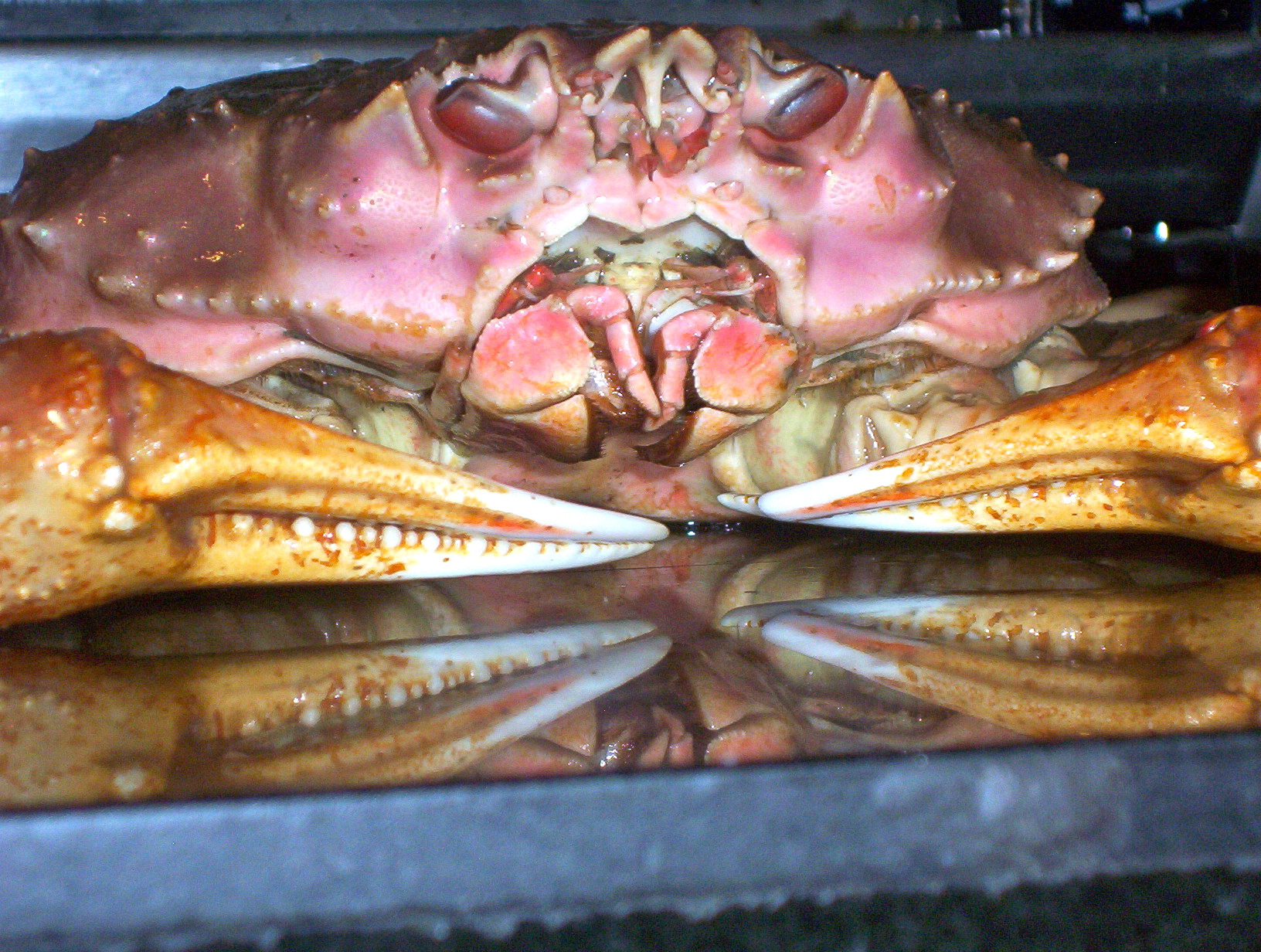
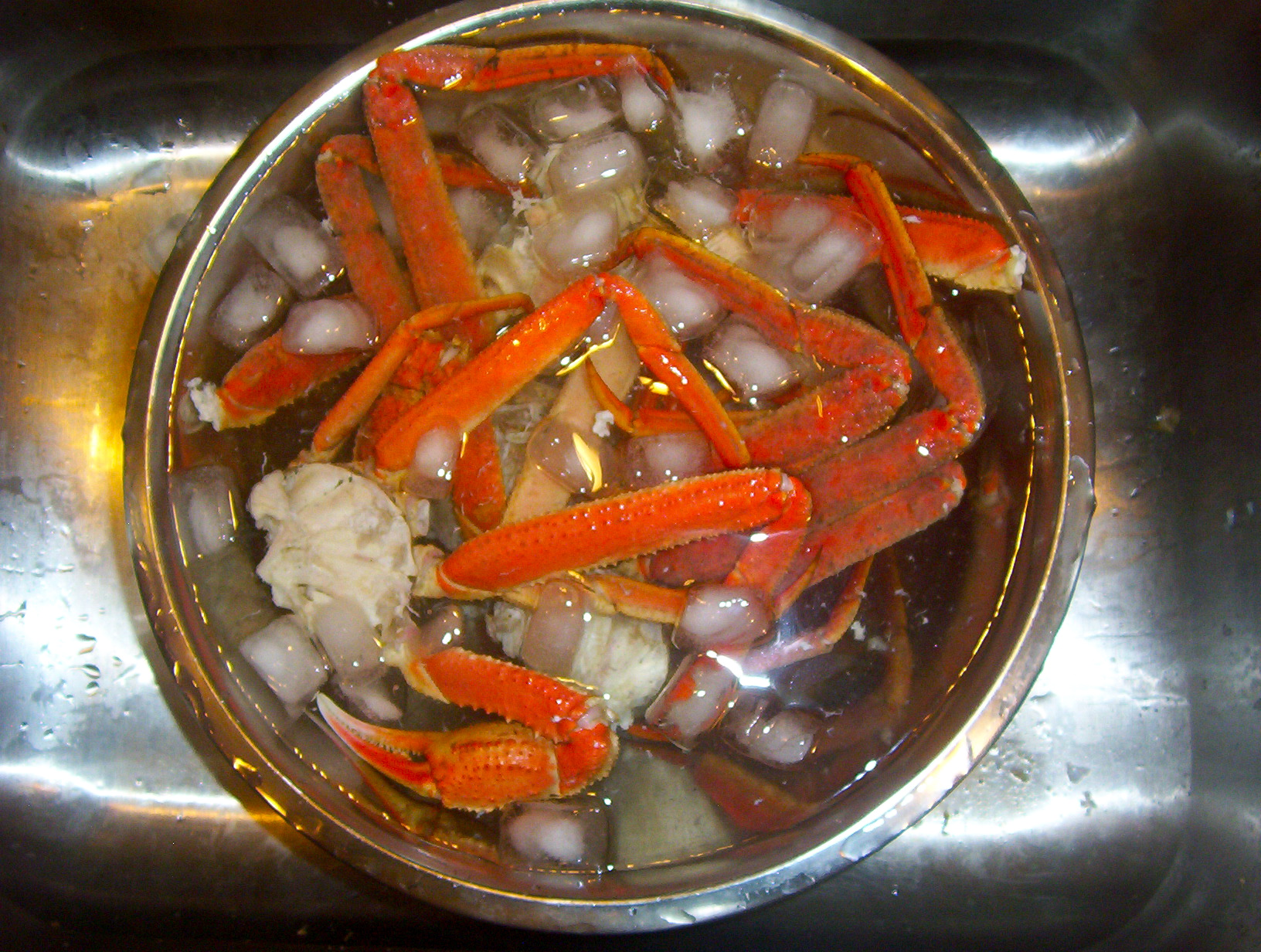